# Cugaru-csatorna
A Cugaru-csatorna (japánul 津軽海峡 [Cugaru Kaikjó], Hepburn-átírással Tsugaru Kaikyō) a japán Honsú és Hokkaidó szigetek közötti tengerszoros, amely a Japán-tengert köti össze a Csendes-óceán törzsterületeivel.  A nyugati végén található legszűkebb pontján 19,5 km.
A szoros alatt húzódik az 1988-ban megnyitott, 53,85 km hosszú Szeikan-alagút, amely jelenleg a második leghosszabb vasúti alagút a világon. A rajta átfutó forgalom a korábbi kompközlekedés szerepének nagy részét átvette, még jobban bekapcsolva ezzel Hokkaidót Japán vérkeringésébe.
Thomas Blakiston angol felfedező és természettudós megállapítása szerint a tengerszoros egyben az állatvilágban is egyfajta határvonal, mivel Hokkaidón az észak-ázsiai, míg Honsún a dél-ázsiai állatokkal rokon fajok élnek.
A Cugaru-csatorna az Ocean's Seven elnevezésű hosszútávúszó sorozat egyik állomása is.